# Bardomiano Romero
Gral. Bardomiano Romero fue un militar mexicano que participó en la Revolución mexicana. Peleó por el constitucionalismo, llegando a alcanzar el grado de general. Combatió en la campaña contra Francisco Villa, en los años de 1915 y 1916, bajo las órdenes de Joaquín Amaro Domínguez. 